# Федорівка (Нововасилівська селищна громада)
Фе́дорівка — село в Україні, у Нововасилівській селищній громаді Мелітопольського району Запорізької області. Населення становить 510 осіб. До 2020 року орган місцевого самоврядування — Федорівська сільська рада

## Географія
Село Федорівка розташоване за 178 км від обласного центру та 48 км від районного центру, на правому березі річки Апокни, вище за течією на відстані 1,5 км розташоване селище Нововасилівка, нижче за течією на відстані 1,5 км розташоване село Дмитрівка.

## Історія
Село засноване у 1862 році. З 1935 року перебувало в складі Приазовського району.
12 червня 2020 року, відповідно до розпорядження Кабінету Міністрів України № 713-р «Про визначення адміністративних центрів та затвердження територій територіальних громад Запорізької області», Федорівська сільська рада об'єднана з Нововасилівською селищною громадою.
17 липня 2020 року, в результаті адміністративно-територіальної реформи та ліквідації Приазовського району, село увійшло до складу новоутвореного Мелітопольського району.

## Економіка
- ТОВ «Федорівка».

## Об'єкт соціальної сфери
- Школа I—II ст.